# Bassillac et Auberoche
Bassillac et Auberoche ist eine französische Gemeinde mit 4.365 Einwohnern (Stand 1. Januar 2022) im Zentrum des Départements Dordogne in der Region Nouvelle-Aquitaine. Sie entstand als Commune nouvelle mit Wirkung vom 1. Januar 2017 aus der Zusammenlegung von sechs ehemaligen Gemeinden, die in der neuen Gemeinde alle den Status einer Commune déléguée innehaben.
Die Gemeinde erhielt 2022 die Auszeichnung „Eine Blume“, die vom Conseil national des villes et villages fleuris (CNVVF) im Rahmen des jährlichen Wettbewerbs der blumengeschmückten Städte und Dörfer verliehen wird.

## Gliederung
| Ortsteil                      | ehemaliger INSEE-Code | Fläche (km²) | Höhenlage (m) | Einwohnerzahl (2022) | Kantonszugehörigkeit |
| ----------------------------- | --------------------- | ------------ | ------------- | -------------------- | -------------------- |
| Bassillac (Verwaltungssitz)00 | 24026                 | 18,73        | 87–233 (120)  | 1.868                | Isle-Manoire.        |
| Blis-et-Born                  | 24044                 | 20,20        | 93–257 (205)  | .0462                | Haut-Périgord Noir   |
| Le Change                     | 24103                 | 16,22        | 92–228 (105)  | .0628                | Haut-Périgord Noir   |
| Eyliac                        | 24166                 | 22,74        | 92–251 (145)  | .0720                | Isle-Manoire.        |
| Milhac-d’Auberoche            | 24270                 | 17,50        | 155–253 (205) | .0550                | Haut-Périgord Noir   |
| Saint-Antoine-d’Auberoche     | 24369                 | 07,87        | 162–255 (215) | .0137                | Haut-Périgord Noir   |

## Lage und Klima
Die Gemeinde liegt etwa zehn Kilometer östlich von Périgueux auf Höhen von ca. 100 bis 250 m; im Norden des Gemeindegebiets mündet der Fluss Auvézère in die Isle.
Umgeben wird Bassillac et Auberoche von vierzehn Nachbargemeinden:
| Antonne-et-Trigonant, Trélissac | Escoire – Sarliac-sur-l'Isle                | Saint-Vincent-sur-l'Isle, Cubjac-Auvézère-Val d’Ans |
| Boulazac Isle Manoire           | Kompassrose, die auf Nachbargemeinden zeigt | Montagnac-d'Auberoche, Limeyrat                     |
| Saint-Pierre-de-Chignac         | Saint-Crépin-d’Auberoche, Saint-Geyrac      | Fossemagne, Rouffignac-Saint-Cernin-de-Reilhac      |

Das Klima ist gemäßigt bis warm; Regen (ca. 900 mm/Jahr) fällt übers Jahr verteilt.

## Bevölkerungsentwicklung
Der kontinuierliche Bevölkerungsrückgang im 20. Jahrhundert ist im Wesentlichen auf die Mechanisierung der Landwirtschaft und die Aufgabe von bäuerlichen Kleinbetrieben zurückzuführen. Der erneute Anstieg gegen Ende des 20. und zu Beginn des 21. Jahrhunderts hängt mit der Nähe zur Stadt Périgueux zusammen.
| Gemeinde                    | Einwohnerzahlen (Census) |      |      |      |      |      |      |      |      |      |      |
| Gemeinde                    | 1800                     | 1851 | 1901 | 1954 | 1962 | 1968 | 1975 | 1982 | 1990 | 1990 | 2013 |
| --------------------------- | ------------------------ | ---- | ---- | ---- | ---- | ---- | ---- | ---- | ---- | ---- | ---- |
| Bassillac                   | 616                      | 838  | 740  | 533  | 506  | 512  | 701  | 1297 | 1541 | 1755 | 1786 |
| Blis-et-Born                | 391                      | 761  | 483  | 351  | 318  | 251  | 235  | 273  | 305  | 332  | 457  |
| Le Change                   | 422                      | 712  | 658  | 438  | 396  | 381  | 412  | 451  | 516  | 541  | 608  |
| Eyliac                      | 813                      | 945  | 758  | 497  | 499  | 448  | 384  | 431  | 619  | 640  | 752  |
| Milhac-d'Auberoche          | 831                      | 959  | 769  | 517  | 465  | 480  | 419  | 427  | 452  | 440  | 584  |
| Saint-Antoine-d'Auberoche00 | 228                      | 283  | 172  | 107  | 109  | 105  | 107  | 126  | 115  | 146  | 162  |
| Bassillac et Auberoche      | 3301                     | 4498 | 3580 | 2443 | 2293 | 2177 | 2258 | 3005 | 3548 | 3854 | 4349 |
| Quellen: Cassini und INSEE  |                          |      |      |      |      |      |      |      |      |      |      |

Die (Gesamt-)Einwohnerzahlen der Gemeinde Saint-Antoine-d'Auberoche wurden durch Addition der bis Ende 2016 selbständigen Gemeinden ermittelt.

## Wirtschaft
Die Gemeinde ist immer noch in hohem Maße landwirtschaftlich geprägt, wobei der in früheren Zeiten bedeutsame Weinbau nur noch eine Nebenrolle spielt. Dagegen sind  einige Fischzuchtbetriebe neu entstanden. Im Ort selber haben sich Kleinhändler, Handwerker und Dienstleister niedergelassen.

## Persönlichkeiten
- Der ehemalige französische Außenminister Georges Bonnet (1889–1973) wurde im Ortsteil Bassillac geboren.